# Stefan Jan Scholz

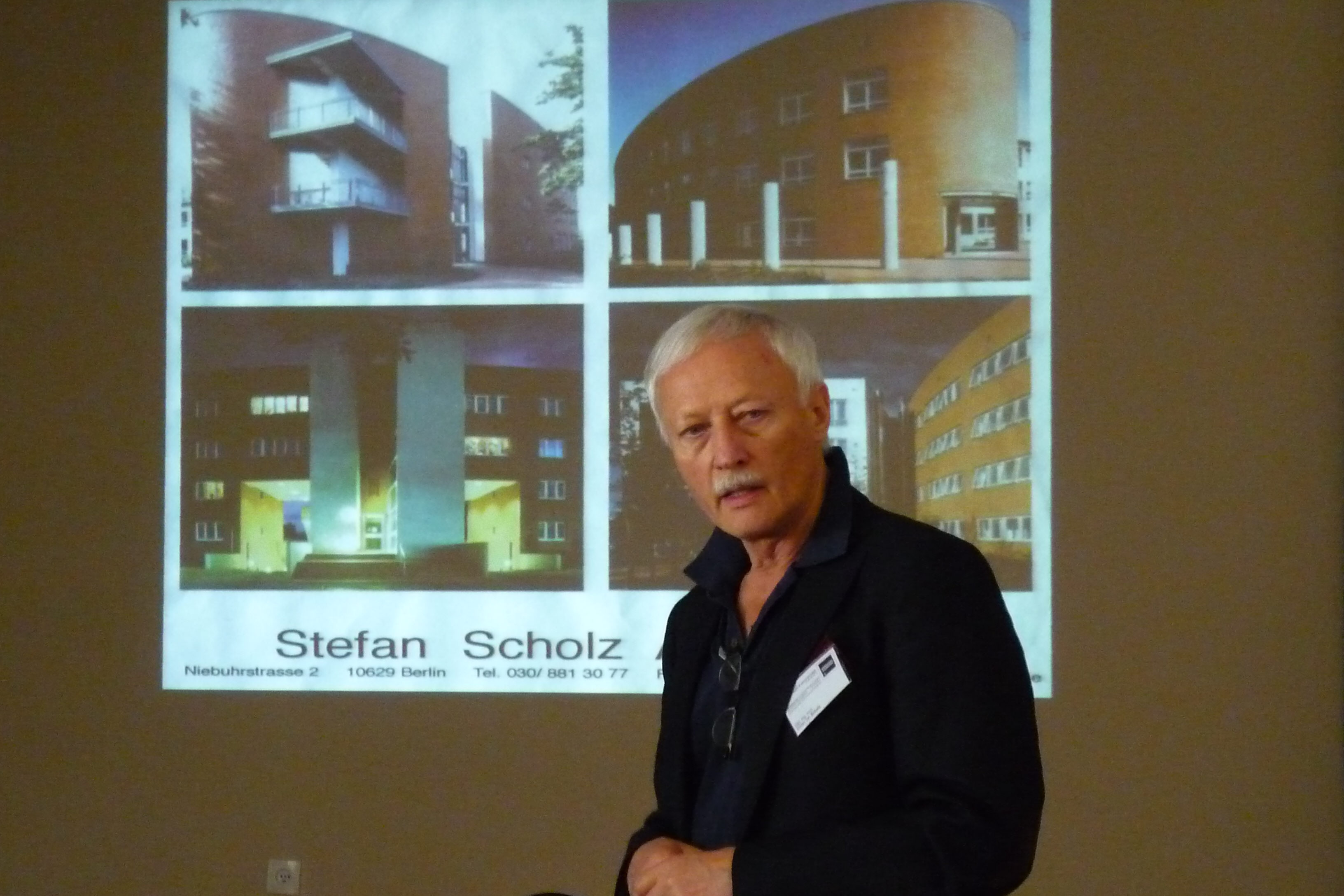
Stefan Scholz, 2012

Stefan Jan Scholz (* 15. Dezember 1938 in Königshütte) ist ein deutscher Architekt in Berlin.

## Leben
Stefan Scholz erlangte das Abitur in Gleiwitz und studierte anschließend von 1961 bis 1965 an der Technischen Hochschule in Krakau. Im Jahr 1965 absolvierte er ein Praktikum im Architekturbüro L. Martinoia in Mailand, ehe er im Oktober 1966 ein Studium an der Technischen Universität Berlin begann, wo er am Seminar von Oswald Mathias Ungers teilnahm. 1969 erlangte er ein Haupt-Diplom bei Werner Düttmann.
Von 1968 bis 1970 war Scholz freiberuflich im Büro Josef Paul Kleihues tätig, von 1971 bis 1974 unterhielt er eine Bürogemeinschaft mit Wolfgang Pohl und Ursula Ringleben in Düsseldorf. Ab 1974 arbeitete er in Partnerschaft mit Dietrich Bangert, Bernd Jansen und Axel Schultes in Berlin (BJSS). Von 1992 bis 1997 hatte er eine Bürogemeinschaft mit Bangert (BSA). Seit 31. März 1997 führte er ein eigenständiges Büro. Im Jahr 2000 leitete er zusammen mit Bangert ein Werkstattseminar „Platforma“ an der TH-Breslau/Polen. Von 2002 bis 2003 hatte er eine Gastprofessur an der Akademie der Künste in Posen inne. 2004 bis 2006 war er Gastprofessor an der Technischen Hochschule Posen. Von 2005 bis 2006 hatte er einen Lehrauftrag an der Fachhochschule Lausitz in Cottbus.

## Auszeichnungen
- 1992: Marley of London, Spezial Award für das Projekt für das Kinderdorf in Auschwitz

- 1992: Architekturpreis des BDA-Berlin für die Erweiterung der Albert-Einstein-Oberschule
- 1994: Architekturpreis „Bauen und Gestalten mit Vormauerziegeln“ der Arbeitsgemeinschaft Klinker und Vormauerziegeln
- 1996: Belobigung im Bauherrenwettbewerb für die Wohnbebauung im Märkischen Viertel des Bezirksamtes Berlin-Reinickendorf
- 2005: Medaille „Bene Merentibus“ vom SARP-Warszawa/Polen
- 2009: Medaille „Bene Merentibus“ vom Lehrstuhl für Umwelt u.Wohnungsbau der Arch.-Fakultät PK Kraków/Polen
- 2010: Eintragung in das „Goldene Buch“ der Krakauer Politechnik Krakau/Polen
- 2016: Medaille „Merentibus“ der Internationalen Konferenz IPA Arch-Fakultät PK Kraków/Polen

## Vorträge
- An Hochschulen in Deutschland, Dänemark, Österreich, Niederlanden, Polen und Kanada.
- Juror: Preisrichter bei verschiedenen Regionalen, des Bundes und in Internationalen Wettbewerben.

## Ausstellungen
- 1980: a la Recherche de l`urbanste während Biennale von Paris im Cent Pompidou
- 1985: Bauen Heute, Architektur der Gegenwart in der Bundesrepublik Deutschland im Deutschen Architekturmuseum in Frankfurt am Main
- 1985: Europäische Kulturtage in Karlsruhe
- 1985: nuova achritectura a contesto storico in Verona
- 1985: City of Frankfurt new building in a historical context, veranstaltet vom Goethe-Institut von USA und Kanada.
- 1988: Wanderausstellung Berlin-Denkmal oder Denkmodell, Architektonische Entwürfe für den Aufbruch ins 21-Jahrhundert, veranstaltet von Senatsverwaltung für Bauen und Wohnungswesen, im Pavillon de L`Arsenal in Paris
- 1991: Wanderausstellung der IBA-Berlin, in der Town-Hall in Vancouver, Kanada.
- 1993: Schulbau-Ausstellung mit 3-Projekten in Berlin, veranstaltet von Senatsverwaltung für Bau- und Wohnungsbau.
- 1995: Wohnungsbauausstellung Unter den Linden in Berlin, veranstaltet von Sen.Bau-Wohnen Berlin.

## Ausgeführte Projekte
Als Partner bei BJSS
1974–1992 in Zusammenarbeit in der Partnerschaft BJSS unter anderen bei Wettbewerben und Realisierungen wie Bebauung am Römerberg in Frankfurt am Main, Berufsschule in Emden wie auch am verschiedene Realisierungen von Schulen und im Wohnungsbau IBA-Berlin
Bangert-Scholz Architekten
- 1993–1996: Wohnbebauung im Märkischen Viertel, Dannenwalder Weg, Berlin-Reinickendorf[2]
- 1995–1998: Barnim-Gymnasium, Ahrensfelder Chaussee, Berlin-Hohenschönhausen[2]

Selbständig
- 2000: Erweiterung des Friedrich-Ebert-Gymnasiums in Zusammenarbeit mit dem Bezirksamt Berlin-Wilmersdorf in Berlin-Wilmersdorf
- 2002: Wohnungsbau in Berlin-Reinickendorf/Tegel